# Liolaemus ruibali
Liolaemus ruibali — вид ігуаноподібних ящірок родини Liolaemidae. Ендемік Аргентини.

## Поширення і екологія
Liolaemus ruibali мешкають в Аргентинських Андах на півдні провінції Сан-Хуан і на півночі провінції Мендоса. Вони живуть у скелястих і піщаних районах, порослих чагарниками. Зустрічаються на висоті від 2500 до 3500 м над рівнем моря. Є всеїдними і живородними.